# 赖森县
赖森县，印度中央邦的一个县，隶属博帕尔专区。赖森县北临维迪沙县，东临萨格尔县。总面积8395 km²，总人口1,331,699人(2011)。行政中心为赖森镇。该县县境在北纬22 47'到23 33' ，东经77 21'至78 49' 之间。
赖森县距离博帕尔45公里，通过NH-86连接到博帕尔。NH-12也通过该县。

## 历史
赖森县成立于1950年5月5日。
世界遗产“桑吉的佛教古迹”位于赖森县。另一个世界遗产比莫贝特卡岩荫群也位于该县。